# Aeroportul Downsview
Aeroportul Downsview (IATA: YZD, ICAO: CYZD) este un aeroport din Ontario, Canada. Aeroportul a fost tranzitat în 2017 de 0 pasageri. A fost deschis în 1939.
Situat la o altitudine de 199 m, aeroportul dispune de o singură pistă. Este operat de De Havilland Canada⁠(d).